# Martin Steidler
Martin Steidler (* 1966) ist ein deutscher Musiker und Chorleiter.

## Leben und Wirken
Nach dem Studium in Klavier und Chorleitung an den Hochschulen Wien und Regensburg war er von 1996 bis 2007 als Musiklehrer am Auersperg-Gymnasium Passau Freudenhain in Passau tätig und baute in der Schule eine Chorszene auf. Daneben engagierte sich Martin Steidler für die regionale Chorarbeit im ostbayerischen Raum. So gründete er 1993 das Heinrich-Schütz-Ensemble Vornbach. Das musikalische Wirken des Ensembles wurde mehrfach mit Preisen und Auszeichnungen honoriert, unter anderem mit dem Kulturpreis Bayern der EON Bayern AG 2008 sowie dem Kulturförderpreis des Landkreises Passau und dem Preis der Stiftung Europäisches Konzerthaus, der 2005 an Martin Steidler ging. 2013 gewann das Heinrich-Schütz-Ensemble beim Bayerischen Chorwettbewerb in der Kategorie Gemischte Kammerchöre (16 bis 36 Mitwirkende). Auch international erreichte das Ensemble Spitzenwertungen bei internationalen Wettbewerben, so zuletzt 2007 beim Internationalen Chorwettbewerb Spittal an der Drau (Kärnten), wo es mit einem ersten Preis in der Kategorie Kunstlied und einem dritten Preis in der Kategorie Volkslied ausgezeichnet wurde. Konzertreisen führten Steidler mit dem Heinrich-Schütz-Ensemble nach Österreich, Tschechien, Italien, Portugal, Baltikum, Finnland und Russland.
1995 baute er den Dreiländerchor (D/Ö/CZ) auf und leitete von 2002 bis 2008 den Chor der Gesellschaft der Musikfreunde Passau. Als künstlerischer Leiter des „Passauer Konzertwinters“ rief er die Vokalmusikreihe voc:vocal ins Leben.
Von 2007 bis 2008 arbeitete Martin Steidler als Chordirektor der Tiroler Festspiele Erl eng mit Gustav Kuhn zusammen und erarbeitete dort mit professionellen Sängern aus 15 Nationen ein umfangreiches chorsinfonisches Repertoire. Darüber hinaus führten ihn Gastdirigate sowie seine Dozenten- und Jurorentätigkeit in viele weitere europäische Länder und zuletzt nach Kuba, wo er mit „Exaudi“ Händels „Messias“ einstudierte.
Seit 2008 ist Steidler künstlerischer Leiter der Audi Jugendchorakademie in Ingolstadt. Der Chor, der in mehreren Projektphasen pro Jahr arbeitet, fördert die jungen Sänger in intensiver Einzelstimmbildung und kooperiert mit Dirigenten wie Kent Nagano und Ariel Zuckermann.
Von 2006 bis 2008 war Steidler als Lehrbeauftragter für Chorleitung an der Hochschule für Katholische Kirchenmusik und Musikpädagogik Regensburg tätig, bevor er im Oktober 2008 als Professor für Chorleitung an die Hochschule für Musik und Theater München berufen wurde. Zu seinen Aufgaben dort gehören die Chorleiterausbildung der Studenten für das Lehramt Gymnasium und die Leitung des Madrigalchores, mit dem er 2014 beim Deutschen Chorwettbewerb einen ersten Preis gewann. Internationale Konzertreisen, z. B. 2010 nach Argentinien oder die USA und Begegnungskonzerte mit anderen ambitionierten Ensembles ergänzen die umfangreiche Konzerttätigkeit, die etwa zehn Konzerte jährlich umfasst.